# بیاس‌آباد نوسازی
بیاس‌آباد نوسازی، روستایی است از توابع بخش جلگه زوزن و در شهرستان خواف استان خراسان رضوی ایران.

## جمعیت
این روستا در دهستان زوزن قرار داشته و بر اساس سرشماری سال ۱۳۸۵ جمعیت آن (۲۲۶خانوار) ۱٬۲۰۰نفر
بوده است.